# Dipartimento di Grand-Lahou
Il dipartimento di Grand-Lahou è un dipartimento della Costa d'Avorio situato nella regione di Grands-Ponts, distretto di Lagunes.
Nel censimento del 2014 è stata rilevata una popolazione di 151.313   abitanti. 
Il dipartimento è suddiviso nelle sottoprefetture di Ahouanou, Bacanda, Ebonou, Grand-Lahou e Toukouzou.